# Liste der Kulturdenkmäler in Lieg
In der Liste der Kulturdenkmäler in Lieg sind alle Kulturdenkmäler der rheinland-pfälzischen Ortsgemeinde Lieg aufgeführt. Grundlage ist die Denkmalliste des Landes Rheinland-Pfalz (Stand: 21. September 2023).

## Einzeldenkmäler
| Bezeichnung                      | Lage                                | Baujahr                           | Beschreibung | Bild                           |
| -------------------------------- | ----------------------------------- | --------------------------------- | --- | ------------------------------ |
| Hofanlage                        | Hauptstraße 22 Lage                 | erste Hälfte des 19. Jahrhunderts | Hofanlage; Fachwerkhaus, teilweise massiv, erste Hälfte des 19. Jahrhunderts, Fachwerk-Scheune, teilweise massiv, Ende des 19. Jahrhunderts | BW                             |
| Quereinhaus                      | Hauptstraße 33 Lage                 | 18. Jahrhundert                   | Quereinhaus; Fachwerkbau, teilweise verschiefert, Mansarddach, 18. Jahrhundert                                                              | BW                             |
| Wohnhaus                         | Hauptstraße 34 Lage                 | 1702                              | Fachwerkhaus, teilweise massiv oder verschiefert, bezeichnet 1702, wohl eher aus dem 19. Jahrhundert                                        | BW                             |
| Quereinhaus                      | Hauptstraße 40 Lage                 | 18. Jahrhundert                   | Quereinhaus; Fachwerkbau, teilweise verschiefert, 18. Jahrhundert                                                                           | BW                             |
| Quereinhaus                      | Hauptstraße 45 Lage                 | um 1800                           | Quereinhaus; Fachwerkbau, teilweise massiv, um 1800; Gesamtanlage                                                                           | BW                             |
| Katholische Pfarrkirche St. Goar | Kirchstraße Lage                    | 1764/65                           | Saalkirche, bezeichnet 1764/65, Westturm, bezeichnet 1790                                                                                   | weitere Bilder Fotos hochladen |
| Wohnhaus                         | Ringstraße 15 Lage                  | 18. Jahrhundert                   | Fachwerkhaus, teilweise massiv, 18. Jahrhundert, Aufstockung im 19. Jahrhundert                                                             | BW                             |
| Wegekapelle mit Kreuz            | nordwestlich des Ortes Lage         | 18. Jahrhundert                   | Putzbau, darin Wegekreuz, 18. Jahrhundert                                                                                                   | Fotos hochladen                |
| Wendelinuskapelle                | südlich des Ortes an der L 108 Lage | 1908                              | Bruchsteinbau, 1908 | weitere Bilder Fotos hochladen |